# 코모도어 64
코모도어 64(Commodore 64)는 코모도어 인터내셔널이 1982년 8월에 내놓은 8비트 가정용 컴퓨터이다. 초기 가격은 595달러였다. 64킬로바이트(64×210 바이트)의 RAM과 1 MHz(NTSC, PAL판은 0.985 MHz) 6510 CPU를 장착한 것이 특징.
일반적으로 ‘C64’로 줄여서 쓴다. 제작사 로고를 흉내내서 ‘C= 64’로 쓰기도 하며, ‘CBM 64’ (코모도어 사무용 기기 모델 번호 64) 또는 ‘VIC-64’ 로도 알려져 있다. 또한 제품의 모양 때문에 ‘빵 상자’(breadbox) 및 ‘주먹코’(bullnose)라는 별명을 가지고 있다.
발매를 시작한 1982년부터 단종된 해인 1994년까지 1천 7백만 대 가 팔렸으며, 이로 인해 모든 시간 동안 가장 많이 팔린 단품 가정용 컴퓨터 모델이 되었다. 코모도어 64는 IBM PC와 애플의 컴퓨터 판매량보다 많이 팔려 개인용 컴퓨터 시장의 40%를 점유했다. 성공의 원인 중 일부는 전자 제품 상점 대신 일반 소매점에서 제품이 판매된 것이며, 그리고 비용을 절감하기 위해 많은 부품을 직접 생산했기 때문이다.
코모도어 64는 또한 컴퓨터 데모 씬 문화를 대중화하는 데 공헌했다. 현재 코모도어 64는 단종되었지만, 오늘날 컴퓨터에서도 에뮬레이터를 통해 코모도어 64의 소프트웨어를 실행시킬 수 있다.

## 역사
1981년 1월, 코모도어의 집적 회로 설계를 맡는 자회사 MOS 테크놀로지는 차세대 비디오 게임 콘솔을 위한 그래픽과 오디오 칩을 설계하기 위하여 프로젝트를 개시했다. MOS 테크놀로지 VIC-II (비디오)와 MOS 테크놀로지 SID (오디오)라는 이름이 붙여진 이 칩의 설계는 1981년 11월에 완료되었다.
새로운 칩을 이용할 비디오 게임 콘솔 프로젝트는 그때 개시되었다. 코모도어 일본 지사의 야시 테라쿠라가 설계한 코모도어 MAX 머신 (미국에서는 울티맥스)은 일본 시장에 판매될 아주 약간의 제품의 생산된 이후 결국 프로젝트는 취소되었다.
같은 때 VIC-20의 시스템 프로그래머이자 설계자인 로버트 "밥" 루셀과 SID의 엔지니어인 로버트 야네즈는 MOS 테크놀로지의 관리자인 찰스 윈터블 등의 지원을 받아 코모도어의 CEO인 잭 트래미엘에게 VIC-20의 저가 후속 제품을 제안했다. 트래미엘은 제품에는 64 KB의 RAM이 들어가야 한다고 지시했다. 당시 64KB의 DRAM 가격은 100달러가 넘었지만, 그는 DRAM 가격이 떨어지고 있고, 얼마 안 가 용인할 수 있는 수준까지 내려 갈 것이라 생각했다. 그 해 11월, 트래미엘은 1982년 CES가 열리는 1월 첫 째주를 마감 시한으로 정했다.
제품은 대중적 인기를 끌은 VIC-20의 후속 제품으로 VIC-40이라는 코드네임이 붙여졌다. 팀은 로버트 러셀, 로버트 밥 야네스 등으로 구성되었다. 설계, 견본, 그리고 조금의 시연용 소프트웨어 모두 제 시간까지 개발해야했다. 이후 팀은 추수감사절과 크리스마스 주말까지 지치도록 작업했다.
제품이 선보였을 때, VIC-40은 ‘P128’ 그리고 ‘B256’이 포함되어 있는 코모도어 비즈니스용 제품군에 맞추기 위해 C64로 이름이 바뀌었다. 알파벳 뒤에 있는 숫자는 메모리 크기를 뜻한다.
C64는 마침내 1982년 겨울 CES에서 선보일 수 있었다. 제작 엔지니어인 David A. Ziembicki는 "우리 모두 우리 부스를 찾은 아타리 사람들이 입을 벌리면서 "어떻게 595달러로 할 수 있습니까?"라고 말하는 것을 보았습니다."라고 말했는데, 그에 대한 정답은 결과적으로 수직 계열화였다. 코모도어가 소유한 MOS 테크놀로지의 반도체 제조 설비에 힘입어 코모도어 64의 추정 생산 비용은 대당 135달러에 불과했다.

## 소프트웨어

코모도어 베이직 v2.0

처음 소개되었을 때, 코모도어 64의 그래픽 및 사운드 능력의 라이벌은 오직 아타리의 8비트 제품군뿐이었다. 이 때는 많은 IBM PC 그리고 호환기종들이 텍스트만 표시할 수 있는 그래픽 카드, 초록색 화면 모니터, 그리고 삑삑거리는 소리만 내는 작은 내장 사운드 스피커를 채용하고 있을 때였다.
이렇듯 보다 발전된 그래픽과 사운드 능력 덕분에, 코모도어 64는 데모씬으로 알려져 있는 컴퓨터 하위 문화의 시작에 자주 공헌했다. 하지만 데모 코더 사이에서 누렸던 이 최고의 자리는 1985년 아미가와 16비트 아타리 ST가 출시되면서 잃게 되었지만, 1990년대 초까지 데모 코딩에 관해서는 아주 대중적인 플랫폼으로 남아 있었다.
밀레니엄 시대로 접어들었지만, 아직도 데모 머신으로, 특히 음악(이것의 사운드 칩은 PC의 특별한 사운드 카드들, Elektron SidStation 신시사이저에서 사용되고 있다)에서 활발히 사용되고 있다. 유감스럽게도, PAL과 NTSC판 코모도어 64의 차이는 미국/캐나다 그리고 다른 국가에서 판매된 코모도어 64 사이에 호환성 문제를 남겨 두었다. 다양한 종류의 데모씬은 PAL판 코모도어 64에서만 작동한다.

## 하드웨어
코모도어 64는 8비트 MOS 테크놀로지 6510 마이크로프로세서를 사용했다. 이것은 6502의 가까운 파생품이었다. 여기에다가 코모도어 64는 두 가지 목적으로 6비트 내장 I/O 포트를 포함했는데 이는 뱅크 스위치가 프로세서의 주소 공간의 입출력과 테이프 녹음기를 작동시키기 위해서였다.
코모도어 64는 64 킬로바이트의 RAM을 장착하고 있으며, 내장된 코모도어 베이직 2.0에서는 38 KB를 사용할 수 있었다.
그래픽 칩인 VIC-II의 특징으로 16색을 지원했으며, 여덟 개의 하드웨어 스프라이트(sprites)(소프트웨어 멀티플렉싱에서 늘리는 것도 가능하다), 스크롤 능력, 두 가지의 비트맵 그래픽 모드다. 표준 텍스트 모드에서는 PET와 같이 40줄을 지원했다. 내장 폰트는 ASCII 표준이 아니었으며, ASCII-1963의 확장형인 PETSCII였다.
사운드 칩은 세 개의 채널을 가지고 있는 SID를 사용했는데 ADSR 엔벨로프 생성기를 내장하고 있었으며 몇몇의 다른 파형, 링 모듈레이션 그리고 필터링 능력을 가지고 있었다. 당시 이런 능력들은 아주 진보된 형태였다. 이 사운드 칩은 나중에 신시사이저 회사인 Ensoniq의 공동창업자가 된 밥 야네스가 개발했다. 야네즈는 당시의 컴퓨터 사운드 칩을 두고 "원시적이다. 분명히... 음악에 대해 알지 못하는 사람들이 설계했을 것이다."라고 말했다.
SID 칩에는 두 가지 버전이 있다. 첫 버전은 모든 오리지널 "빵 상자" 코모도어 64, 코모도어 64C의 초기 버전, 그리고 코모도어 128에서 찾아 볼 수 있는 MOS 테크놀로지 6581이었다. 1987년에 이것은 MOS 테크놀로지 8580으로 바뀌었다. 사운드 품질은 6581이 더 또렷했고 많은 코모도어 64 팬들도 이 사운드를 선호했다. 6581과 8580의 차이는 전압 공급의 차이다; 6581은 12볼트 공급을 사용하지만, 8580은 9볼트만 필요했다. 변압하려면 6581을 9V를 사용하는 C64C 보드에 사용하면 된다.